# De ambassade van Jan Smidt naar de sjah van Perzië
De ambassade van de Staten-Generaal naar Perzië in 1628-1630 werd ondernomen vanuit Batavia door Jan Jansz. Smidt, opperkoopman bij de VOC. Smidt verbleef vanaf mei 1629 ruim zes maanden in Isfahan, en had aan het hof meerdere ontmoetingen met sjah Sefi. Hij schreef hierover een verslag voor de Raad van Indië.

## De aanleiding

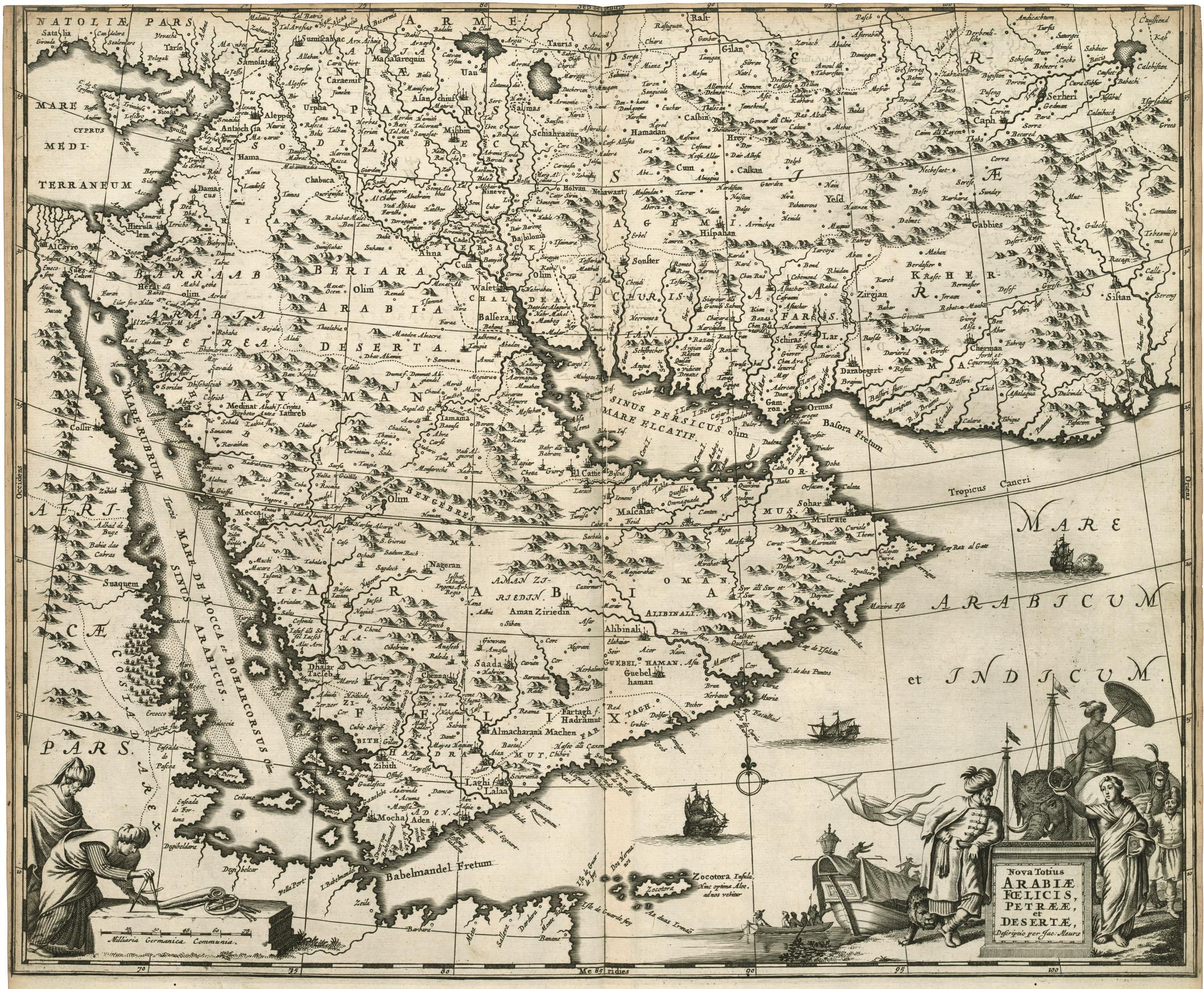
17e-eeuwse kaart van het gebied rond de Perzische Golf.

De ambassade was een tegenbezoek voor het gezantschap van sjah Abbas I naar de Republiek. Sjah Abbas had gehoopt op steun van de Republiek in zijn strijd tegen de Ottomaanse Turken. Zijn ambassadeur, Moussa Beg, was door de VOC naar Den Haag vervoerd en had daar een grootse ontvangst gekregen door stadhouder Frederik Hendrik, maar de Staten-Generaal hadden een alliantie met de Ottomanen en wilden die liever te vriend houden. Wel wilde men de Perzen assistentie verlenen tegen de Spanjaarden en de Portugezen. Verder waren de 'absurde ende onbetamelycke manieren van den ambassadeur Moussabeeck soo excessijff geweest' dat het bezoek geen succes was. De kosten van de ontvangst, 100.000 gulden, werden doorberekend aan de VOC, die daar niet blij mee was.
De beleefdheid vereiste een tegenbezoek, dus de Staten-Generaal schreven twee credentiebrieven aan de sjah, een namens henzelf en een namens Frederik Hendrik. Men liet het over aan de gouverneur-generaal van de VOC Jan Pieterszoon Coen in Batavia om een ambassadeur aan te stellen. Op 14 juli 1628 benoemde Coen de pas uit Nederland gearriveerde Jan Smidt.
Over Smidt (ook wel Smith) is verder weinig bekend. Pieter van Dam noemt hem als iemand die in Nederland gefailleerd was maar bij uitzondering door de VOC-Kamer Amsterdam was aangenomen als opperkoopman. Smidt kreeg instructie om geen overeenkomsten aan te gaan in Perzië, maar alleen te bemiddelen in conflicten tussen Nederlandse en Perzische kooplieden. In Perzië waren in 1623 in Gamron en Isfahan VOC-factorijen gesticht door de opperkoopman Huibert Visnich. De Compagnie kocht er zijde bij een agent van de sjah, de koopman Moelaym Beg, voor een prijs die boven de marktwaarde lag, maar met vrijstelling van tol- en belastingheffing. De verkoop van specerijen, met name peper, op de lokale markt leverde een deel van de contanten op waarmee de zijde betaald werd. De rest moest van de Heren XVII in de Republiek komen.

## De reis

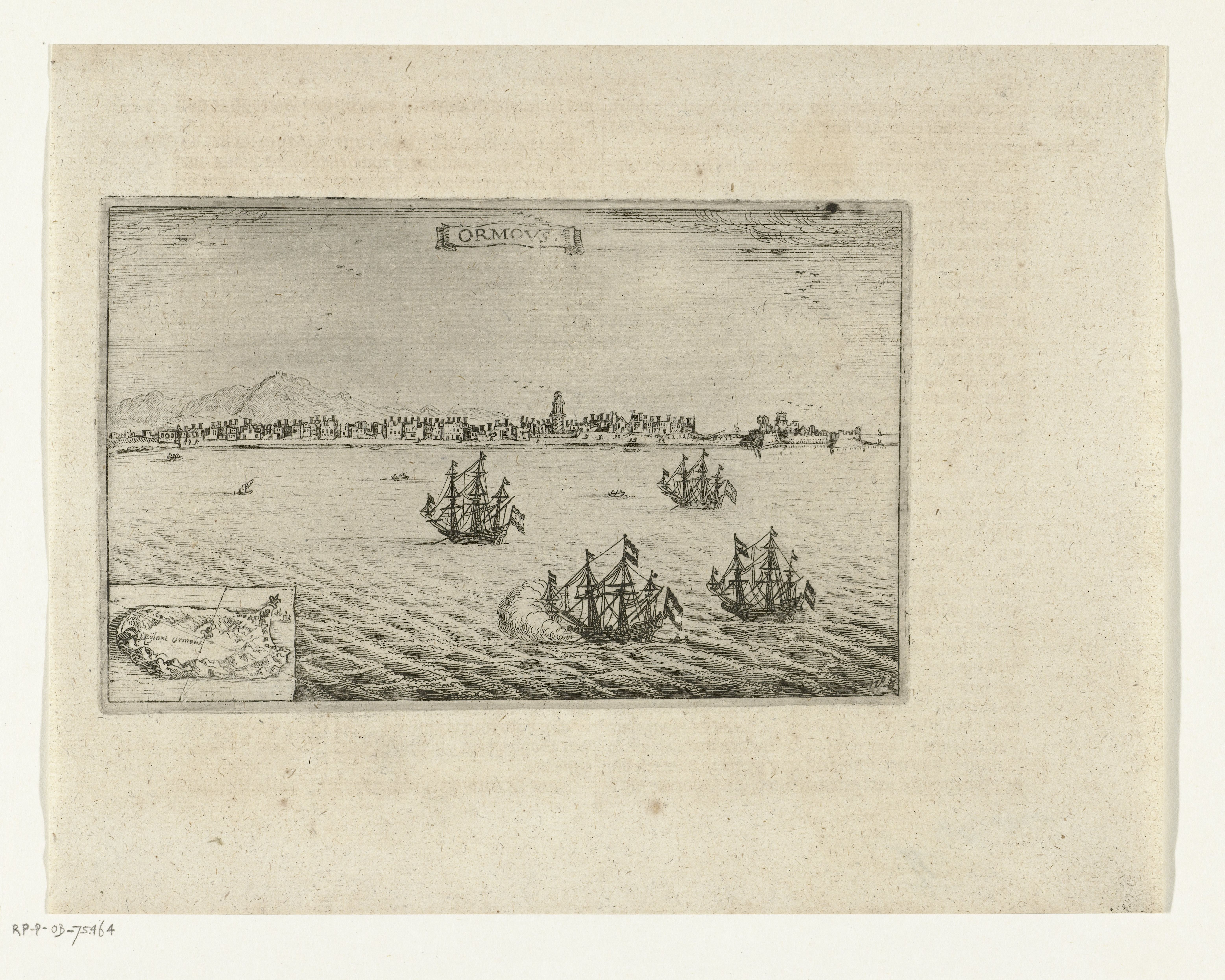
De vier schepen bij Hormuz in 1629.

Smidt vertrok op 26 juli uit Batavia met een vloot van 4 schepen (de Utrecht, Gulden Zeepaard, Brouwershaven en Negapatnam) onder bevel van Jan van Hasel en deed op 12 oktober eerst Suratte aan, aan de noordwestkust van India. Van Hasel verving daar Pieter van den Broecke als directeur van de factorij. Geld en goederen werden er afgeleverd, en goederen voor Perzië en Perzische kooplieden werden aan boord genomen. Onder hen was de terugkerende ambassadeur van sjah Abbas, Moussa Beg, die in Batavia uit ongeduld met een schip naar de Coromandelkust was meegegaan om van daar over land naar zijn thuisland te reizen. Hij kwam na een moeilijke reis op 10 december in Suratte aan, en kon toen alsnog mee met de schepen naar Perzië. Die vertrokken onder leiding van Van den Broecke samen met enkele Engelse schepen op 5 januari uit Suratte en kwamen na een voorspoedige reis over de Arabische Zee op 5 februari aan bij de ingang van de Perzische Golf.

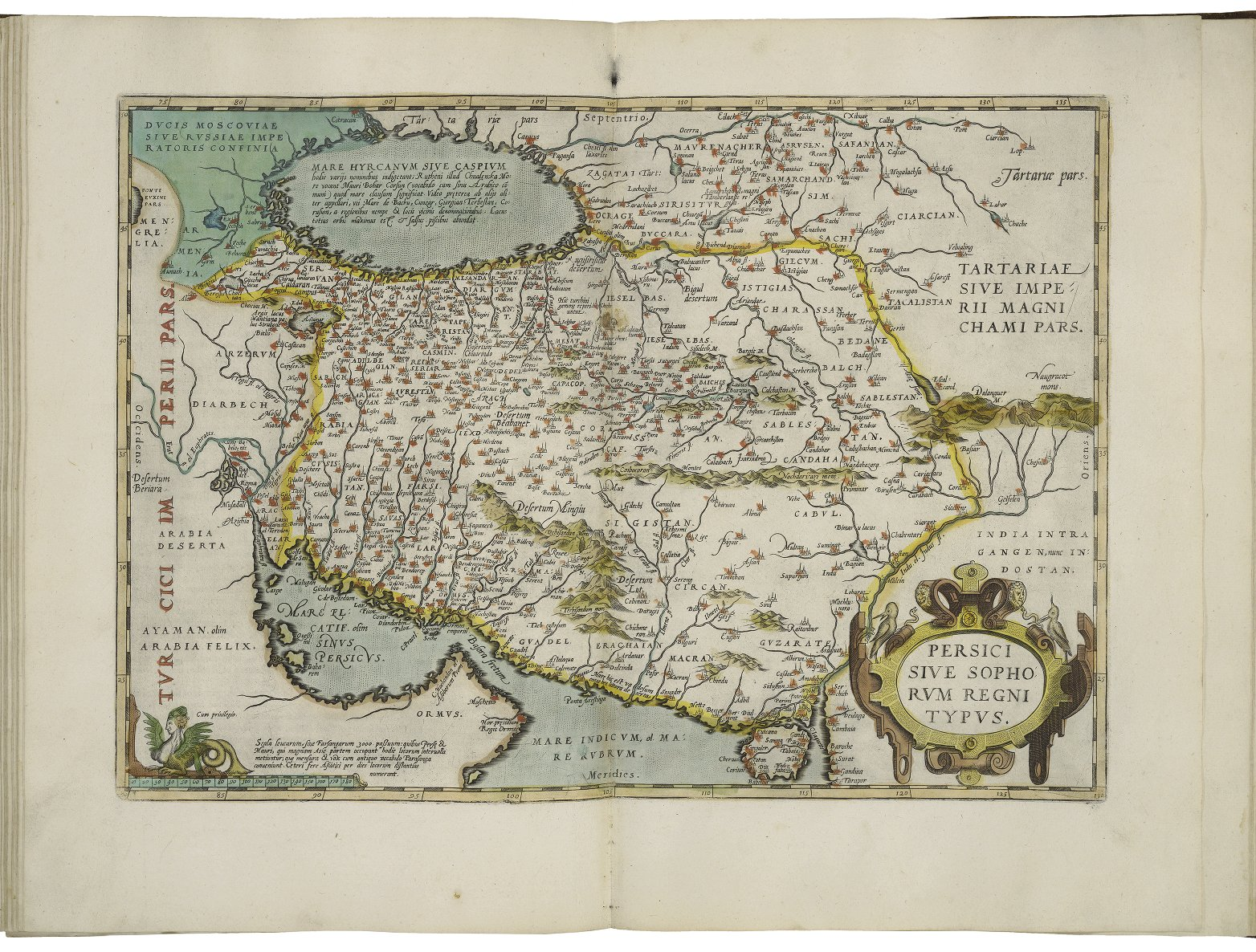
Kaart van Perzië ca. 1606.

Vlak voor de kust bevond zich Hormuz. De beroemde handelsstad was volledig verwoest door de Perzen na de verovering op de Portugezen met hulp van de Engelsen in 1622. Het fort was nog wel bemand, en werd zo eens per jaar van drinkwater voorzien als de VOC-schepen er waren om bescherming te bieden tegen kruisende Portugese fregatten. De sultan van het fort begroette de Nederlandse schepen met saluutschoten, en werd daarop door Smidt vereerd met een 'cleyn present'. Overgestoken naar Gamron op het vasteland werden Smidt en de zijnen vriendelijk ontvangen door de plaatselijke sultan en door Nederlandse en Engelse kooplieden. Vervolgens werden ze naar hun logement gebracht.
Op 21 februari kreeg Smidt het bericht dat sjah Abbas was gestorven. Dit was slecht nieuws, omdat verwacht werd dat na de dood van deze despotische leider zowel het hof als het gehele land gedestabiliseerd zouden raken. Bovenal had Visnich een zeer goede relatie met hem gehad. Aangezien Abbas zijn oudste zoon had laten ombrengen, twee andere blind had laten maken, en de vierde een natuurlijke dood was gestorven, werd hij opgevolgd door een zoon van zijn oudste zoon: Sefi, slechts 16 of 17 jaar oud.

### Naar Isfahan

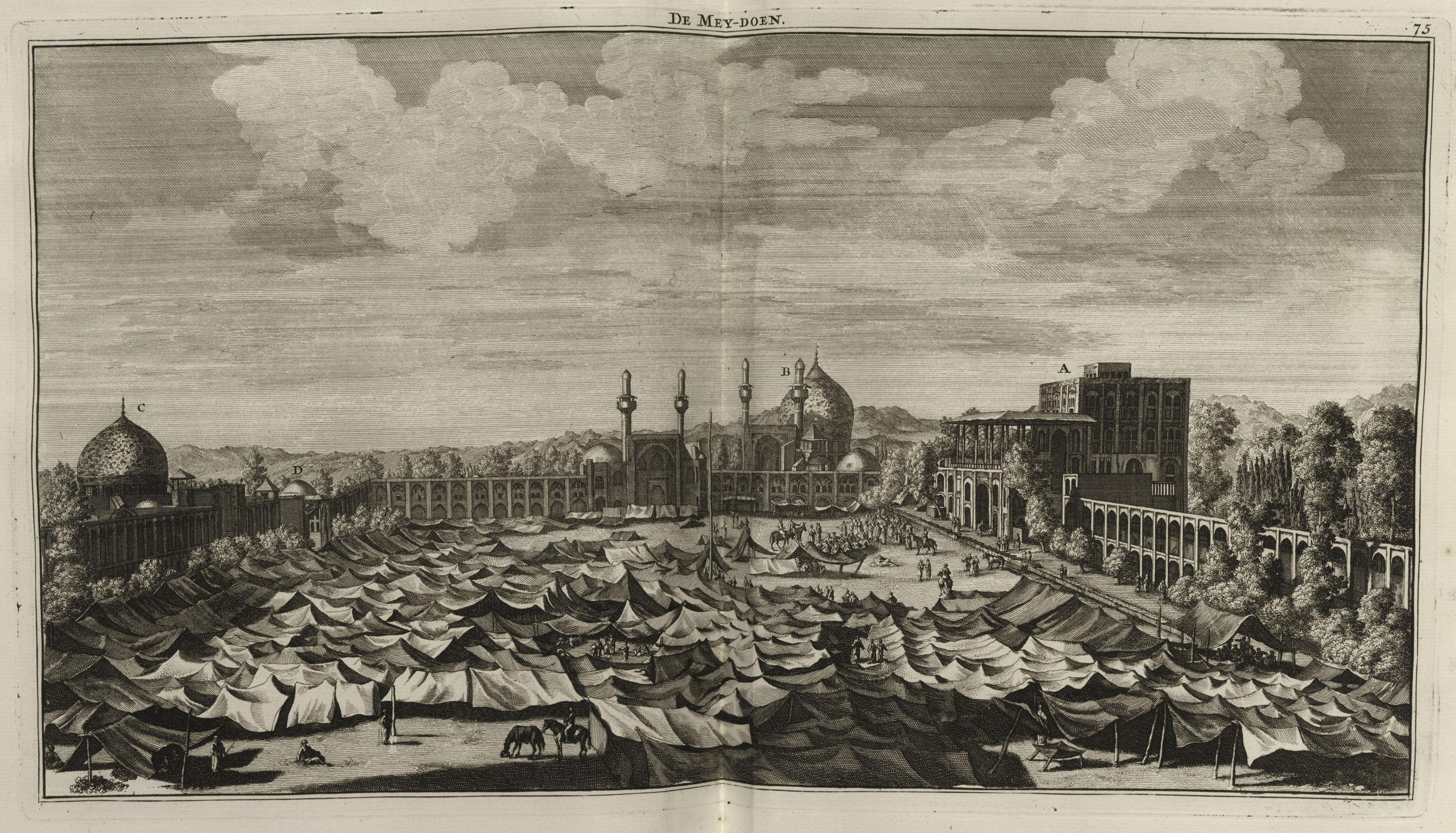
Het grote plein van Isfahan ca. 1714. In de verte de Grote Moskee, rechts het paleis van de sjah.

Op 3 maart keerde Van den Broecke met de Nederlandse en Engelse schepen terug naar Suratte. Van den Broecke had 910 balen hoge kwaliteit zijde aan boord die door Visnich met veel moeite van Moelaym Beg waren verkregen. De 15e ging Smidt op weg naar Isfahan. De tocht leidde door de woestijn en over bergpassen en duurde twee maanden, gebruik makend van nogal sober ingerichte Karavanserais langs de route: 'steenen geboutsels met verscheyden cleyne plaetsen voor een man off twee. Men vindt hier vuur, noch licht, noch yet om op te leggen'. Vaak werd de nacht buiten doorgebracht. Via de steden Lar en Shiraz kwam Smidt op 12 mei aan in Isfahan, waar hij verwelkomd werd door Visnich en andere Nederlandse, Engelse en Armeense kooplieden. Isfahan was in betrekkelijk korte tijd door sjah Abbas ontwikkeld tot zijn hoofdstad, vol pracht en praal. Een stad van 'costelycke paleysen'. Inwoners waren vaak van elders gehaald en naar hun afkomst in verschillende wijken gehuisvest. In Smidts tijd was de stad nog deels in aanbouw.

### Aan het hof van de sjah

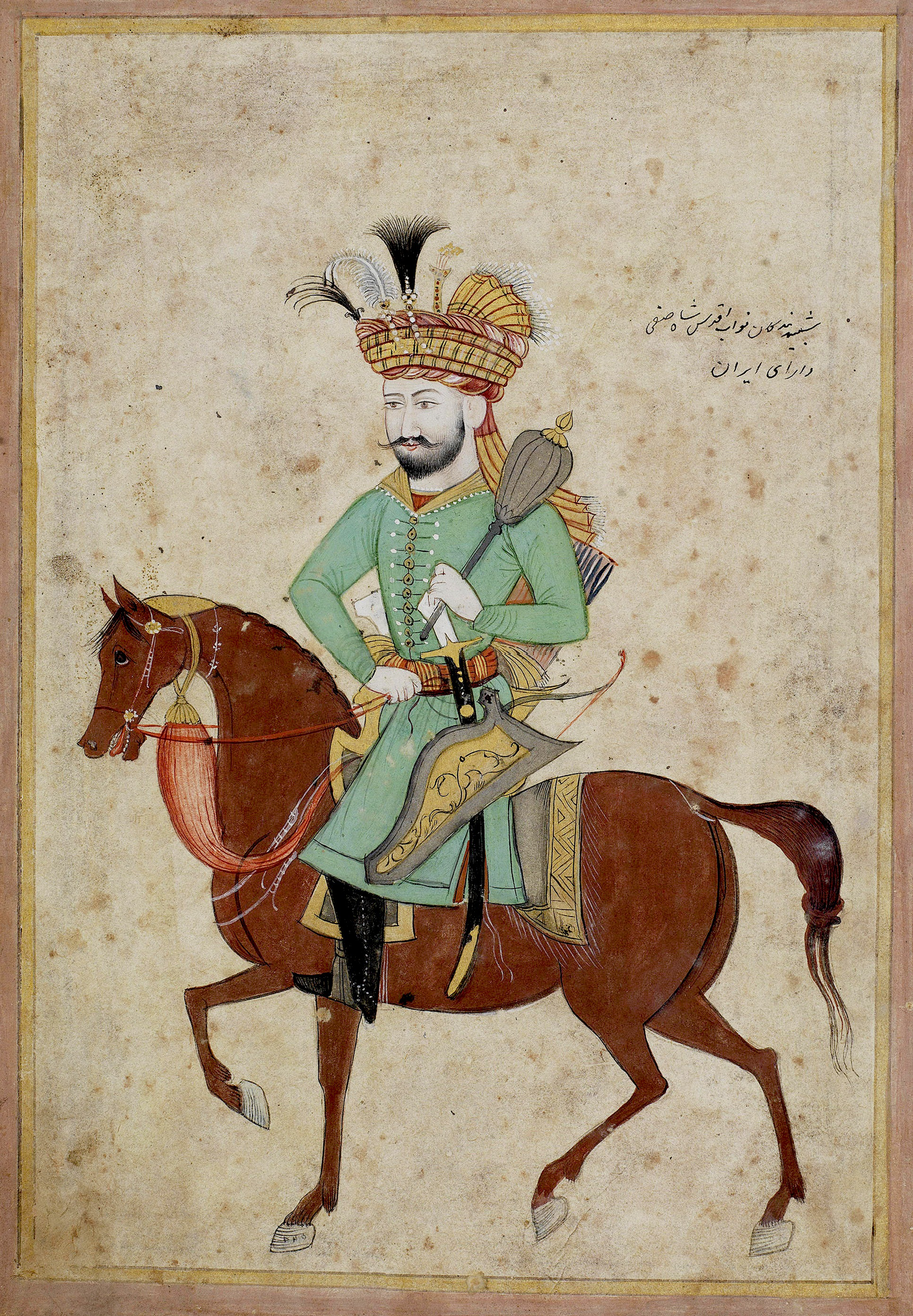
Sjah Sefi.

Op 24 mei werden Smidt en zijn gevolg door 200 Perzische ruiters opgehaald om in het koninklijk paleis voor sjah Sefi te verschijnen. Deze zat met een aantal van zijn hovelingen op tapijten in de hoek van een zaaltje met in het midden fonteintjes voor de koelte. Smidt maakte een buiging en kuste symbolisch de handen van de sjah. De overigen kusten de onderkant van zijn gewaad. Smidt overhandigde de brieven van de Staten-Generaal en Frederik Hendrik, en een in het Perzisch gesteld document dat in het kort de redenen van zijn komst uiteenzette. De sjah gaf ze direct door aan zijn secretaris, aangezien de dag verder bedoeld was voor amusement, met muziek en veel wijn. Daarna volgde een uitgebreid banket in een tuin, ook daar gezeten op tapijten. De in het Nederlands geschreven brieven werden later door Visnich nog vertaald in het Perzisch en ook naar het hof gestuurd.

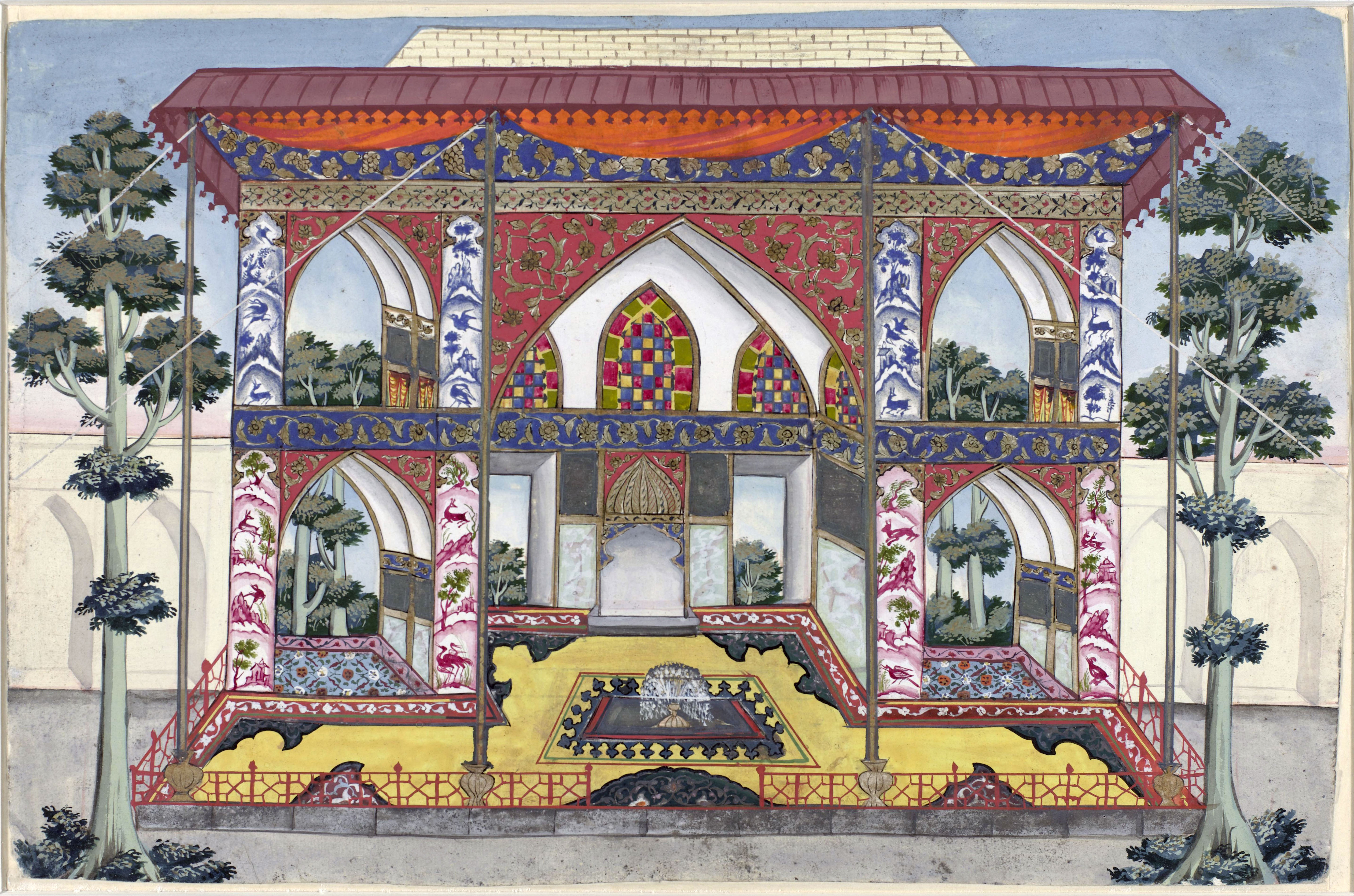
Privé divan van sjah Sefi.

De volgende dag werden geschenken overhandigd, samen met andere ambassadeurs, zoals die van het Mogolrijk en het Ottomaanse rijk. Ook de Engelsen waren present. De geschenken van de Europeanen vielen nogal pover uit. Die van de Indiërs werden gedragen door zo'n 2000 bediendes. Die van de Nederlanders door 62. De uitwisseling van dure geschenken speelde een belangrijke rol in de Aziatische diplomatie, waarmee de relatieve status en machtsverhoudingen tussen staten tot uitdrukking kon worden gebracht. De VOC, een handelsmaatschappij met ook statelijke bevoegdheden, moest aan dit kostbare spel wel meedoen om handelsrechten te verwerven en te behouden. Van de VOC werden vanwege haar wijdverbreide handelsnetwerk vooral exotische geschenken uit verre oorden verwacht, waarmee aan een hof goede sier gemaakt kon worden.
Op 2 juni bezocht men nog de hertog van Shiraz, Emam Couly (Imam Quli Khan), die ook in Isfahan was, en de 'principale patron' was van de Europeanen. De 10e bezocht men de hofgrote Mameet Alibeeck (Mohamed Ali Beg), ook een vriend van de Compagnie, maar deze bleek niet in de gratie bij de nieuwe sjah te zijn. Hij werd voor drie jaar op eigen kosten als ambassadeur naar het Mogolrijk van sjah Jahan gestuurd. Onderweg zagen Smidt en zijn metgezellen een honderdtal met stro gevulde hoofden op staken voor het hof staan, als teken van overwinning op de opstandige provincie Gilan in het noorden. Op de 15e volgde nogmaals een banket, ditmaal opgeluisterd met worstelaars en goochelaars, waarbij door sjah Sefi en zijn entourage weer stevig gedronken werd. Hier waren de Nederlanders getuige van de executie van de koning van Gilan, door hem met een haak door zijn kin aan een mast omhoog te hijsen en af en toe pijlen op hem af te schieten.
Smidt had instructie gekregen om met de hofkoopman Moelaym Beg een nieuw 3 of 6-jarig contract af te sluiten. Dit werd bemoeilijkt doordat de Compagnie vanwege geldtekort recent niet in staat geweest was de volgens het vorige contract afgesproken hoeveelheid zijde af te nemen. In plaats van de ontbrekende contanten werd peper aangeboden. Huibert Visnich was door Coen eerder al gevraagd deze kwestie glad te strijken met behulp van geschenken en het contract te hernieuwen. Sjah Sefi had echter geen zin zich met de zijdehandel bezig te houden en liet het aan Moelaym Beg over om zijde te leveren. Het monopolie van het hof op de zijdehandel werd hiermee feitelijk opgegeven. Visnich en Smidt kwamen nu in elkaars vaarwater, en in plaats van samen te werken kregen ze ruzie. Beiden klaagden in brieven aan Batavia dat de ander hem tegenwerkte. Volgens Smidt was het Visnich 'niet genoech, dat hy in de tijt van ses jaeren wel 200 duysent guldens hadde verovert en vergaedert' en frustreerde hij Smidts pogingen de 'onversoenlycke haet die Visnich en Moelambeeck malcanderen lange tijdt gedraegen hebben' ten goede te keren, vanwege zijn 'extreme gierijcheyt en ambitie'.

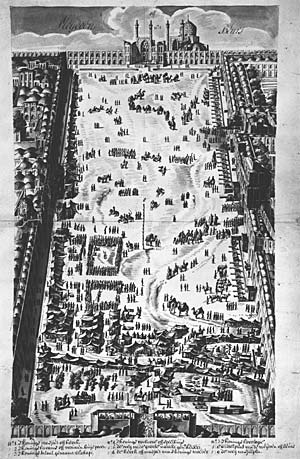
Isfahan.

Tot overmaat van ramp viel ook de hertog van Shiraz in ongenade bij de nieuwe sjah, en vertrok uit het hof. Dat gold voor meerdere hovelingen uit de tijd van Abbas. Ze werden verbannen of ze vertrokken zelf uit onvrede. Smidt: 'Daer werde in ’t hoff seer sterck gedroncken, waervan de Coninck wel de principaelste was, waerdoor sijn respect oock gemindert werden.' De hofhouding van sjah Sefi was niet goed op de hoogte van de diplomatieke intenties van sjah Abbas, en had het te druk met het bijeenbrengen van een leger van wel 80 duizend man te paard tegen de naar Bagdad oprukkende Turken onder sultan Murat IV. Een extra dreiging kwam van rebellerende Oezbeken in het noorden. Smidt werd begin augustus doorverwezen naar de machteloze Mameet Alibeeck, die zei weinig voor hem te kunnen doen. Door deze ontwikkelingen werd de Compagnie afhankelijker van de belangen van de met Visnich ruziënde Moelaym Beg. Het lukte Smidt niet meer om de sjah te ontmoeten en antwoord te krijgen op de brieven van de Staten-Generaal en de stadhouder, en ook niet om officieel toestemming te krijgen voor zijn vertrek. Hij was bovendien met regelmaat ziek, evenals de rest van zijn gezelschap, en kon dan weinig uitrichten. 'Dese coortse berooffden dien sy bevangen had niet alleen sijn gesontheyt, maer oock voor een tijdt van sijn sinne.' Smidt noch Visnich wist te bewerkstelligen dat de peper voor zijde kon worden geruild, terwijl de peper dreigde te bederven in de open lucht, met de regentijd op komst.

### Terug naar Gamron

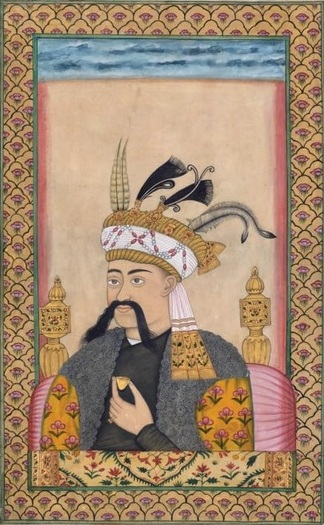
Imam Quli Khan, de hertog van Shiraz.

Begin september vertrok sjah Sefi uit Isfahan om zich bij zijn leger te voegen, ook al hadden velen aan het hof hem dat ontraden vanwege zijn leeftijd. Aan het hof bleef nauwelijks iemand met gezag over, zodat het tot wanorde verviel. Ook Moelaym Beg was weg. Uiteindelijk kreeg Smidt vanuit het leger toch nog twee verzegelde brieven van de sjah ('besegelt in twee goude laecken sackskens'), die hij zolang hij in Perzië was niet open durfde te maken. Hij besloot toen terug naar Gamron te gaan. Hij merkte overigens op dat het misschien wel goed uitkwam dat hij de sjah niet meer had kunnen spreken, aangezien deze de Compagnie te hulp had kunnen vragen bij het veroveren van Muscat op de Portugezen, waar zeker 6 schepen voor nodig waren. Het was hem door Coen verboden dergelijke overeenkomsten aan te gaan, maar bij een weigering zou hij 'apparentelijck daer slecht affgecoomen hebben'. Bovendien moesten er bij iedere ontmoeting met de sjah nieuwe geschenken overhandigd worden, en die had hij niet. De extra geschenken van de Mogol ambassadeur bij zo'n extra ontmoeting waren volgens Smidt wel 160.000 gulden waard.
Op 26 november vertrok Smidt met zijn gezelschap uit Isfahan. Het was nu winter dus de reis ging door besneeuwde bergen. Bij zijn vertrek vernam hij dat Visnich alsnog veel peper had weten te verkopen en zijde had ingekocht, zowel van het hof als van Armeense handelaren. Op 11 december kwam Smidt in Shiraz aan, waar hij een dag of 10 bleef. Ook de hertog van Shiraz bleek overhaast naar het leger te zijn opgeroepen omdat de Turken tot vlak bij Bagdad genaderd waren. Op 2 januari maakten de reizigers nog een tussenstop in Lar, en op 12 januari werd Gamron bereikt. Hier arriveerden weldra zes Nederlandse schepen onder Anthonie del Court, samen met vier Engelse schepen. Del Court was de opvolger van Visnich, die na vijf jaar werd afgelost. Het was de bedoeling dat Visnich als commandeur van de vloot terug naar Batavia ging. 7 februari kwam ook hij in Gamron aan en verwelkomde Del Court, maar vroeg de scheepsraad of hij nog een jaar naast Del Court in Perzië mocht blijven. De raad vond echter niet voldoende reden om tegen de opdracht van Coen in te gaan. Visnich leek dat te accepteren, en organiseerde op 3 maart een groot afscheidsmaal met Perzen, Engelsen en Nederlanders. Diezelfde nacht vertrok hij echter te paard naar Isfahan, en kon niet meer achterhaald worden. Volgens Smidt was Visnich, ondanks dat hij als commandeur was aangesteld, en ondanks dat hij zelf om aflossing had gevraagd, bang dat hij in Batavia ontslagen en gestraft zou worden vanwege klachten over hem ('de guyt vreesden voor de heer Generael te verschynen'). Toen zijn verzoek om in Perzië te blijven werd afgewezen is hij volgens Smidt 'schelmachtich by nacht wechgereeden' uit Gamron. Visnich zou later over land naar Aleppo reizen, vermoedelijk om vandaar terug naar de Republiek te gaan. Onderweg werd hij echter vermoord door de Turken.

### Batavia

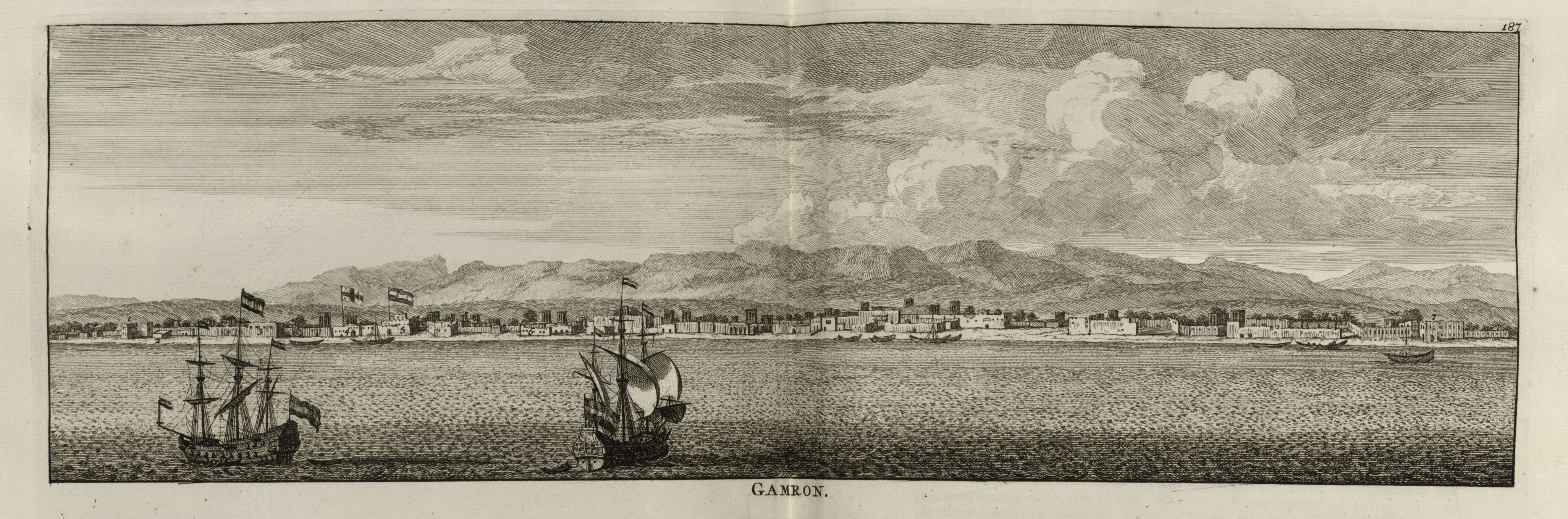
VOC-schepen voor Gamron, ca. 1714.

De 14e nam Smidt afscheid van de sultan van Gamron. Twee dagen later ging hij met de vloot terug naar Suratte, weer vergezeld van de vier Engelse schepen. De schepen waren niet alleen geladen met zijde maar ook met honderden Perzische en Indiase kooplieden die men de overtocht niet had kunnen weigeren. De 26ste was de vloot in Suratte, waar de schepen gelost en geladen werden. Hier opende Smidt de verzegelde brieven van de sjah en liet ze vertalen. Een maand later voer men door naar Batavia. De Nederlanders en Engelsen bleven samen optrekken tot voorbij Goa, 'dicht langes de custe seylende, ... om te bewysen, dat haer nyet vreesen'. Op zee gaf Smidt de vertaalde Perzische brieven mee aan de Engelsen, die via Mauritius terug naar Europa gingen. De originelen nam hij mee naar Batavia, waar hij op 14 juni arriveerde. Hier vernam hij dat Jan Pieterszoon Coen was overleden. Hij overhandigde de brieven en het rapport van zijn ambassade aan Coens opvolger Jacques Specx.

## Het resultaat

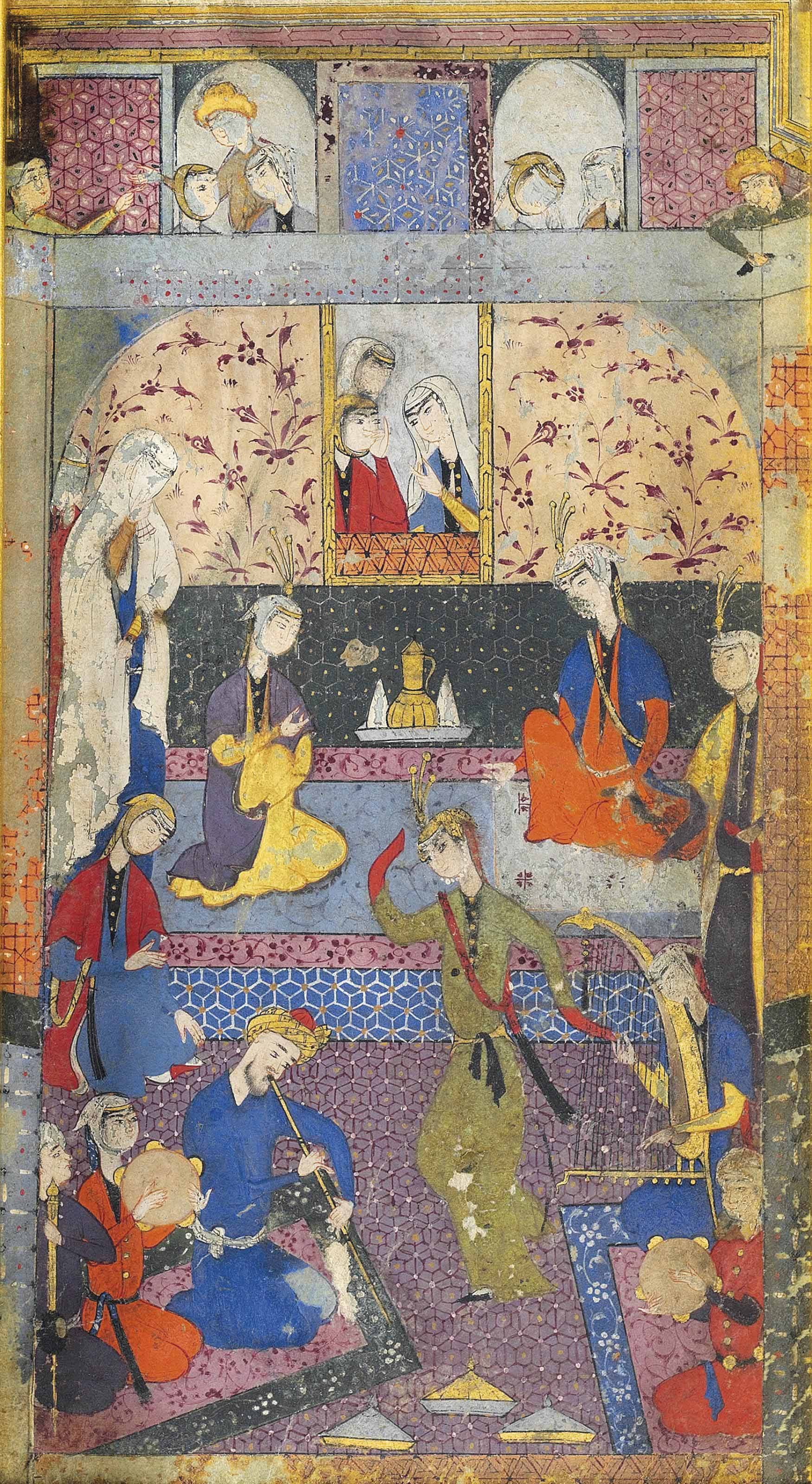
Muzikanten en danseressen aan het hof van Shiraz rond 1600.

Het resultaat van de ambassade werd door de VOC als onvoldoende beschouwd. Weliswaar was het Smidt gelukt geen riskante militaire verplichtingen aan te gaan, maar in plaats van problemen glad te strijken, zoals de ruzie tussen Moelaym Beg en Visnich, had hij zelf ruzie met Visnich gekregen. Het conflict met hem krijgt veel aandacht in Smidts verslag en in zijn brieven aan Batavia. Er is wel geopperd dat de animositeit van mensen in Suratte en Batavia jegens Visnich veroorzaakt werd doordat zij net als hij op eigen rekening hadden willen verdienen aan de handel in peper, waarmee de markt toen echter was overvoerd. Bovendien deed de oorlog tussen de Turken en de Perzen de handel geen goed. Toezeggingen van het hof aan de VOC had Smidt niet gekregen, maar dat was het gevolg van de dood van sjah Abbas en zijn opvolging door een onbekende kleinzoon die zijn vaders adviseurs verving door zijn eigen vrienden. Smidt kreeg een goede ceremoniële ontvangst van de nieuwe sjah, maar toen het hof in chaos verviel bij het optrekken van het Perzische leger tegen de Turken kreeg hij hem niet meer te spreken. Bovendien zei men aan het hof met betrekking tot de missie van Smidt: 'de Coninck is een kindt, die hem van geenderley saecken verstaedt, noch reeden weet te geven; wat aenspraeck sal hy met hem connen maecken?'
In Batavia schreef directeur-generaal Anthonie van Diemen in december 1630: 'Bij onsen ambassadeur Smith is seer weynich verricht en hebben gemelte Smidt en Vissnich den anderen niet connen verstaen, maer met crakeelen den tijt doorgebracht en becomen hier in plaets van goede rapporten, protesten en crakeelschriften'. De latere directeur-generaal Philip Lucasz, die in januari 1632 met een vloot in Gamron aankwam schreef over de ambassade: 'De schandelijcke (doch niet min costelijcke) legatie van den ambassadeur Smidt, heeft de Nederlantse natie, een merckelijcke cracq in haere, bij alle natiën, gereputeerde, groot achtbaerht hier te lande naergelaten'.
Aan de Perzische kant is het zeker dat Smidt aan het hof met veel eer werd ontvangen, en de twee verzegelde brieven van sjah Sefi aan de stadhouder en de Staten-Generaal waren zeer beleefd. Aan de stadhouder schreef de sjah onder meer: 'Even als uwen propheet Jesus de dooden wederom sielen verleende, alsoo heeft ons uwe gesant Jan Smit met zijn aengenaeme redenen leven veroorsaeckt'. Verder hoopte hij 'dat uwe genegentheden t’onsewaerts van dage tot daghe wasschen ende toenemen, gelijck die van onse syde te vermeerderen hebben'. Want wat 'hebben wy op dese werelt, dat den eenen vrundt den anderen als vrundt te stade comt en wanneer wy, schoon soo verre van malcanderen schynen als de werelt van den hemel, soo sijn nochtans onse herten één'.
Toen de brieven in oktober 1631 in de Republiek aankwamen vonden de bewindhebbers van de Kamer Amsterdam ze nietszeggend. Eerder dat jaar was daar met de retourvloot van Van den Broecke ook de kunstschilder Jan van Hasselt uit Perzië gearriveerd. Hij was hofschilder van sjah Abbas geweest en had credentiebrieven bij zich waarin stond dat hij zijn gezant was. Hij was toen ontvangen door de stadhouder en de Staten-Generaal, bij wie hij namens de sjah vroeg om een speciale handelsovereenkomst voor Perzië. Op 7 februari namen de Staten-Generaal een resolutie aan waarbij Perzische kooplieden in Nederland dezelfde rechten kregen als Nederlandse kooplieden in Perzië. De bewindhebbers van de VOC vertrouwden Van Hasselt niet. Ze vermoedden dat hij vooral zijn eigen belangen op het oog had. Ook was men van mening dat er geen overeenkomst gesloten hoefde te worden omdat 'de negotie alhier te lande voor al de werrelt vry is, en ydereen hier geadmitteert wert'. Toen bleek dat in de brieven van sjah Sefi Van Hasselt niet genoemd werd verloor hij zijn krediet. De VOC negeerde de resolutie.
Over het beleid van Jan Smidt waren de bewindhebbers ontevreden. De ambassade was 'tot groote costen van de Compagnie, vruchteloos uytgevallen'. De totale kosten van het gezantschap waren door Smidt exact bijgehouden en bedroegen 40.047,19 gulden, waarvan 18.114,20 gulden aan geschenken aan Perzische hovelingen. De bewindhebbers vermoedden ook dat Smidt net als anderen aan privé handel had gedaan en zich verrijkt had. De geschenken die hij zonder goedkeuring van de Raad van Indië in Perzië had uitgedeeld moest hij zelf betalen. In tegenstelling tot de Raad vond men dat er voortaan beter niet meer gehandeld kon worden met de sjah in Isfahan maar op de vrije markt in Gamron of in Lar. De handel moest worden 'onderhouden met soo weynich omslach van dienaers als mogelijck is', door personen die 'vyanden sijnde van alle perticuliere handelinge'. Deze instructies werden in maart 1632 meegegeven aan de nieuwe gouverneur-generaal Hendrik Brouwer.